# István Tisza

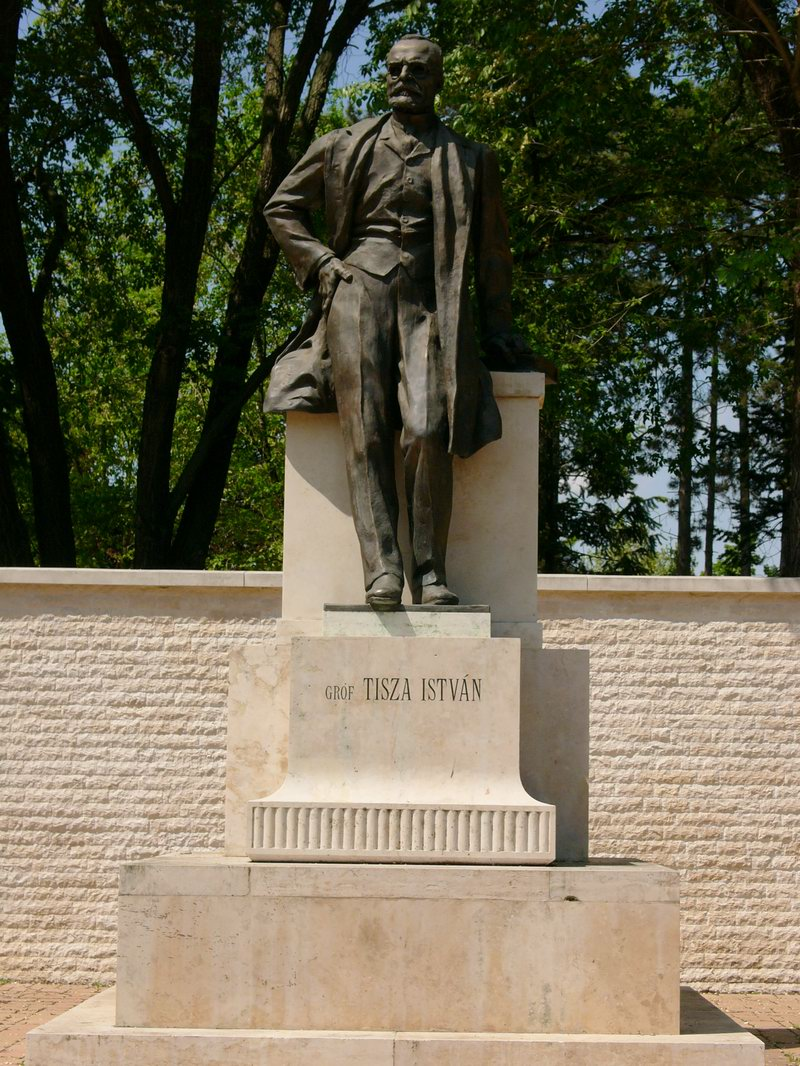
Staty av Tisza i Debrecen

István Tisza de Borosjenő et Szeged, född 22 april 1861 i Budapest, död 31 oktober 1918 (mördad), var en ungersk politiker,  greve (1897), ministerpresident 1903-1905 och 1913-1917; son till Kálmán Tisza.

## Utbildning
Tisza blev efter grundliga universitetsstudier i Budapest, Berlin och Heidelberg tjänsteman i ungerska inrikesministeriet, utbildade sig till fackman på jordbruksteknikens och agrarpolitikens område och utgav 1897 arbetet Magyar ágrarpolitik (tysk upplaga samma år).

## Tidig politisk karriär
År 1886 invaldes han i ungerska riksdagen, kom där snart att intaga en inflytelserik ställning, särskilt vid behandlingen av ekonomiska och undervisningsfrågor, men samlade också emot sig mycket personligt hat genom sin kamp mot den s.k. parlamentariska obstruktionen, en kamp, som han började redan 1898, då han till stöd för ministären Bánffy jämte sin fader framlade ett mot "obstruktionen" riktat lagförslag (Lex Tisza). Då ministären Széll avgick (juni 1903), fick Tisza i uppdrag att bilda en försoningsministär, men han lyckades då inte åstadkomma någon ministär med säker arbetsmajoritet.

## Tiszas första ministär
Sedan Khuen-Hédervárys maktlösa ministär oktober samma år avgått till följd av oavhängighetspartiets stormande opposition mot varje österrikiskt inflytande på Ungerns härväsen, bildade Tisza 31 oktober en ministär, i vilken han jämväl övertog inrikesportföljen. Han hade försäkrat sig om majoritetens anslutning till ett arméreformprogram, som nedsatte värnpliktstiden från tre till två år och i någon mån tillmötesgick de ungerska nationella kraven i fråga om militära emblem och ungerska officerares tjänstgöring vid ungerska regementen, men däremot bekräftade kejsaren-konungens rätt att behålla gemensamt kommandospråk för de båda rikshälfternas med varandra samhörande arméer. 
Greve Apponyi, ledare av det liberala partiets "nationella grupp", nedlade riksdagspresidiet som protest mot eftergifterna åt Österrike i Tiszas arméprogram och utträdde med sina vänner formligen ur partiet, då Tisza beredde sig att bekämpa den av oppositionen genast inledda obstruktionen mot förslaget. Tisza genomdrev i november under oppositionens vilda protester en mot obstruktionen riktad ny arbetsordning, men därmed förlorade regeringspartiet stödet även av greve Andrassy och hans grupp, och obstruktionen var - även sedan Tisza genom en kompromiss med de oavhängigas ledare, Kossuth, sökt avväpna motståndet - tillräckligt stark för att hindra armélagförslagets riksdagsbehandling.
Tisza lyckades följande år delvis få bukt med obstruktionen och undertryckte (april) en hotande strejk vid statsjärnvägarna. På hösten bröt dock partistriden ut med ny skärpa, oppositionen besvarade Tiszas nya arbetsordning med att spoliera sammanträdessalens inredning o. s. v. (13 dec.), och Tisza beslöt då att vädja till valmännen. Nyvalen januari 1905 gav honom ingen majoritet, och han begärde då avsked (1 februari), men först 19 juni avlöstes hans ministär av en expeditionsministär
Fejérváry.

## Utanför politiken

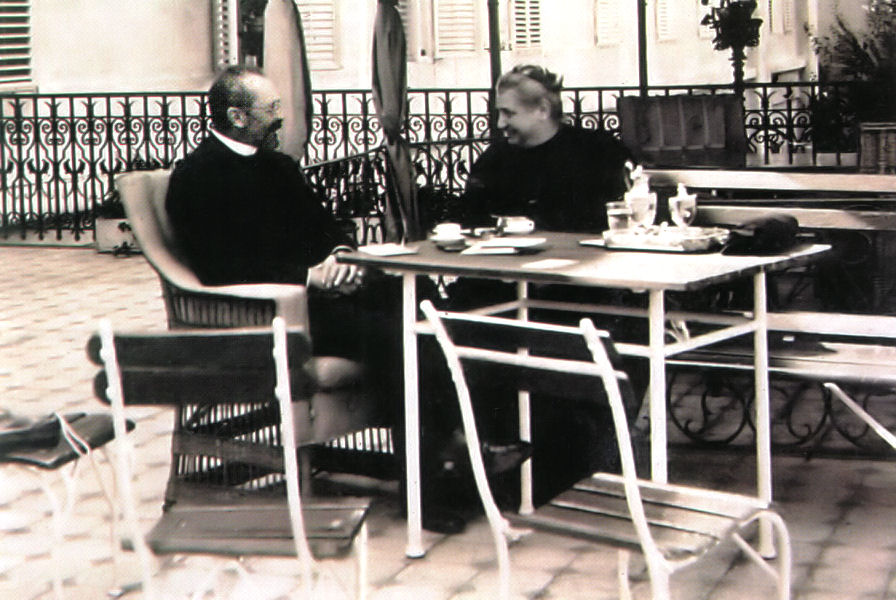
Tisza och hans fru, omkring 1904

Tisza drog sig nu för lång tid tillbaka från politiken. I hopp om att åvägabringa ordnade parlamentariska arbetsförhållanden bildade han 1910 "nationella arbetspartiet" med praktiskt produktivt statsarbete som syfte i motsats till de ofruktbara statsrättsliga konflikter, som så länge upptagit Ungerns offentliga liv. Partiet, till vilket bl. a Tiszas förre motståndare Andrassy och klerikalen Zichy anslöt sig, vann en glänsande seger vid valen, och som riksdagens talman 1912 nedslog Tisza obstruktionstaktik, vilket bl. a. ledde till en duell (2 jan. 1913) mellan Tisza och oppositionsledaren greve Mihály Károlyi. Då den finansiellt komprometterade premiärministern Lukács kort därefter tvingades avgå, bildade Tisza (8 juni s. å.) en ny ministär. 

## Tiszas andra ministär
Som ungersk premiärminister vid världskrigets utbrott anses Tisza ha i det längsta förordat en moderatare politik mot Serbien än den, som gav anledning till krigsutbrottet. Under kriget verkade han rastlöst för uppbjudande av alla Ungerns krafter i kampen och för lojalt uppfyllande av förbundsplikterna mot Tyskland. Han förde emellertid ett mycket strängt regemente och motsatte sig även mycket blygsamma krav från de icke-magyariska nationaliteterna på vidgad självständighet inom den ungerska rikshälften. I konsekvens härmed motsatte han sig den nye kejsaren-konungen Karls entusiastiska planer på en grundlig radikalisering av rösträtten, och det förslag till rösträttsutvidgning, som han själv motvilligt förberedde, åsyftade att rädda det mesta möjliga av det gamla magyariska magnatväldet. Konflikt härom med monarken och riksdagspartierna ledde till ministärens avgång (23 maj 1917). Tisza inträdde då som överste i fälthären.

## Första världskriget
Hösten 1918 framträdde han ånyo i de politiska händelsernas förgrund och sökte, sedan centralmakternas nederlag allmänt insågs vara oundvikligt, verka för nationell samling kring programmet bästa möjliga fred för Ungern på grundvalen av presidenten Wilsons principer under upplösning av unionen med Österrike och bevarande av vänskapen med Tyskland. Då revolutionen bröt ut i Ungern 1918, blev Tisza ett av dess första offer och han mördades i sitt hem av en grupp soldater den 31 oktober.